# Kur karlik
Kur karlik (Micrenophrys lilljeborgii) – gatunek ryby z rodziny Cottidae. Jedyny przedstawiciel rodzaju Micrenophrys.

## Występowanie
Wody słone i półsłone Oceanu Arktycznego, płn. część Atlantyku, Morze Norweskie, Morze Północne. Spotykany sporadycznie w zach. części Bałtyku. Zasiedla żwirowe i piaszczyste środowisko na głębokości do 100 m.

## Charakterystyka
Zwym kształtem jest trochę podobny do kura głowacza. Ubarwienie  na grzbiecie oraz po bokach jest jasnobrązowe  z żółtwawym odcieniem. Na bokach widoczne są nieregularne ciemnoszare pręgi. Płetwy zakończone ostrymi końcami. Dorasta do 7,5 cm długości. Jego pożywieniem jest drobny bentos. Okres tarła przypada na wiosnę